# كريستين ماكينا
كريستين ماكينا (بالإنجليزية: Christine McKenna)‏ هي ممثلة بريطانية، ولدت في 1951.

## وصلات خارجية
- كريستين ماكينا على موقع IMDb (الإنجليزية)
- كريستين ماكينا على موقع أول موفي (الإنجليزية)
- كريستين ماكينا على موقع قاعدة بيانات الأفلام السويدية (السويدية)
- كريستين ماكينا على موقع قاعدة بيانات الفيلم (الإنجليزية)
- كريستين ماكينا على موقع كينوبويسك (الروسية)